# Cryptoblepharus cursor
Cryptoblepharus cursor är en ödleart som beskrevs av  Barbour 1911. Cryptoblepharus cursor ingår i släktet Cryptoblepharus och familjen skinkar. Inga underarter finns listade i Catalogue of Life.